# Иудаизм в Иране
Иудаизм в Иране — самая древняя монотеистическая религия среди существующих больших мировых религий.
Появление этой религии относится к 13 веку до нашей эры, когда к евреям, проживающим в Египте, был послан пророк, который, призывая их к вере в единого бога, должен был привести этот народ к Земле обетованной. Яхве, Бог израильтян, разговаривал со своим пророком Мусой (Моисеем) на склоне горы Синай, где изложил ему свои повеления в 10 коротких и ясных выражениях
. Эти повеления, в традиции иудаизма известные как 10 заповедей, стали основами иудейского закона и центральным ядром Священного писания иудеев — Торы. Также Яхве заключил завет с израильтянами о том, что за искреннее поклонение он благословит и защитит их.
После этого у еврейского народа появлялись пророки, вместе прилагавшие усилия для его наставления на путь к Яхве
. Наряду с Торой их послания сохранились в собрании текстов еврейского Священного Писания (у христиан известного как Ветхий Завет).
Впервые политическое единство еврейского народа сформировалось в 1030 году до нашей эры усилиями Саула, а во времена Соломона, сына Давида, этот народ достиг вершины своего величия и могущества; тогда же был возведен главный, центральный храм иудаизма. Этот золотой век закончился с появлением внутренних разногласий, возникших в народе после правления Соломона, и в результате страна разделилась на две части: Иудейское (на юге) и Израильское (на севере) царства.
Падение северного царства, завоеванного ассирийцами, и южного, захваченного Вавилонией, имело следствием разрушение городов, уничтожение храмов и увод в плен многочисленных групп людей в города Персии и Междуречья.
Эта эпоха, известная как Вавилонское пленение, закончилась с приходом Кира Великого⁕ и завоеванием им Вавилонии. Благодаря покровительственному отношению и милосердию Кира, а также созданию с его стороны условий для возвращения евреев, они смогли вернуться в свою страну и заново выстроить свой храм, однако многие предпочли остаться на землях, отведенных им для проживания.
Центрами иудейских общин в Междуречье были города Сура, Пумбедита и Ктесифон, а в Иране — Нехавенд, Хулван, Ахваз, Сузы, Гондишапур, Шуштер и области Хорасан, Кухистан и Гиркания.
После прихода в Иран ислама иудеи, будучи в числе зимми, стали обязаны платить джизью и харадж. Взамен этого они были свободны в отправлении своих религиозных обрядов, выборе профессии и места жительства. Покой и благополучие иранских евреев продолжались до периода монгольского нашествия. В то время они так же, как и остальные иранцы, подверглись грабежу и истреблению монголами, однако с началом правления Хулагуидов снова обрели спокойную жизнь. В эпоху правления Каждаров — до начала конституционного движения в Иране — евреи продолжали свободно жить в стране. С этих пор на иранских евреев, называемых теперь «калими», стал распространяться гражданский кодекс, и они могли, как и столетиями ранее, жить по заповедям своей религии и участвовать в своих религиозных обрядах.
После победы Исламской революции в Иране представитель иранских евреев также принимал активное участие в работе Совета экспертов по составлению конституции. Согласно Конституции, у иранских евреев есть один представитель в Меджлисе Исламского совета.

Политические, социальные и религиозные движения общины иранских евреев сосредоточены в трех структурах: религиозная инстанция, представитель в Меджлисе Исламского совета и Совет директоров Еврейского комитета Тегерана. Любого рода заявление позиций или рассмотрение юридических, политических и социальных вопросов общины иранских евреев осуществляется через упомянутые учреждения.
В настоящее время в областях и городах проживания евреев у этой общины есть многочисленные синагоги, специальные школы, культурные центры, организации для молодежи, студентов и женщин, дом престарелых, центральная библиотека, зал заседаний и магазины мясной продукции, изготовленной согласно иудейским религиозным законам.